# Polyeucte (Dukas)
Pour les articles homonymes, voir Polyeucte (homonymie).

Polyeucte est une ouverture composée par Paul Dukas en 1891 pour la tragédie homonyme de Pierre Corneille. Dukas fit ses débuts en public avec l'interprétation de cette ouverture le 23 janvier 1892 aux Concerts Lamoureux.